# وورومیانگا
وورومیانگا (به انگلیسی: Wurrumiyanga) شهرکی واقع در ایالت قلمرو شمالی در استرالیاست. این شهرک در جزیره باثورست و ۷۰ کیلومتری (۴۳ مایلی) شمال داروین قرار گرفته است.